# Oskar (riba)
Óskar (znanstveno ime Astronotus ocellatus) je vrsta sladkovodnih rib iz Južne Amerike. Znana je tudi kot akvarijska riba.